# RLV-TD
RLV-TD（Reusable Launch Vehicle-Technology Demonstrator 再使用型ロケット技術実証機）は、インド宇宙研究機関が開発中の再使用型宇宙往還機 (RLV) の先行試験機。

## 概要
完全再使用型二段式宇宙輸送機 (TSTO) を実現する為の第一段階として開発された。この目的の為に有翼再使用型ロケット技術実証機 (RLV-TD) が設定された。RLV-TDは極超音速飛行や自動着陸、エア・ブリードサイクルエンジンを用いた巡航飛行や極超音速飛行の試験機として数々の試験が予定され、2016年5月23日午前7時にサティシュ・ダワン宇宙センターから全長6m程度の無人の試験機が打ち上げられ、弾道飛行に成功した。高度65000mに到達後、ベンガル湾に着水した。
Hypersonic Flight Experiment (HEX)、Landing Experiment (LEX)、Return Flight Experiment (REX) とScramjet Propulsion Experiment (SPEX) の4回の飛行が予定される。
RLV-TDは全長6.5m、重量1.75 トンで大気圏再突入時に高温に曝される前頭部は炭素繊維強化炭素複合材料を使用して機体の下部は600枚のタイルで被覆され、垂直尾翼と方向舵、主翼前縁は15CDV6、エレボンはTi6Al4Vを使用しており、機体上部は柔軟性のある耐熱繊維で被覆され、RLV-TDは直径1m、重量9トンの固体ロケットブースター (HS9) の上部に搭載されて発射され、発射後90秒間で高度およそ70kmに到達する。その後、ブースターが分離され、RLV-TDは極超音速で大気圏に突入する。テレメトリで取得された極超音速での飛行時の飛行特性のデータは将来の実物大のRLVに反映される。RLV-TDには着陸装置や着陸誘導装置は備えられておらず、ベンガル湾に着水する。
この試験では機体の回収は想定されていない。